# Cronógrafo del 354
El Cronógrafo del 354 o Calendario de Filócalo es un manuscrito ilustrado romano del siglo IV que contiene una colección de documentos de naturaleza cronológica e histórica, que fueron reunidos en el año 354. Fue decorado por el calígrafo Furio Dionisio Filócalo. No se conserva el original.

## Contenido
La obra comprende los siguientes documentos:
- Dedicatoria
- El Anonymus Norisianus, con la lista de cónsules romanos hasta el 354.
- Canon para las fechas de Pascua desde el 321 hasta el 354 aunque se le añadió, con errores, la información hasta el 412.
- Lista de los fasti consulares y de los prefectos de Roma desde el 254 al 354.
- La Depositio episcoporum y la Depositio martyrum.
- El Catálogo Liberiano, es decir, la lista de obispos de Roma hasta el papa Liberio (352-366).
- Dos versiones de los Fasti consulares: la Anonymus Cuspiniani o Consularia ravennatia y otra que está incompleta.
- La Chronica Horosii, especie de crónica desde la creación del mundo siguiendo la cosmología bíblica.
- Una crónica de los reyes, dictadores y emperadores romanos (estos solo desde Licinio).
- Descripción topográfica de Roma en los años 330.

Los datos de la dedicatoria:

Valentine lege feliciter, vivas, gaudeas, floreas in Deo. Furius Dionysius Filocalus titulavit
Valentino, lee con agrado. Que vivas, goces, florezcas en Dios. Furio Dionisio Filócalo ha titulado <esta obra>

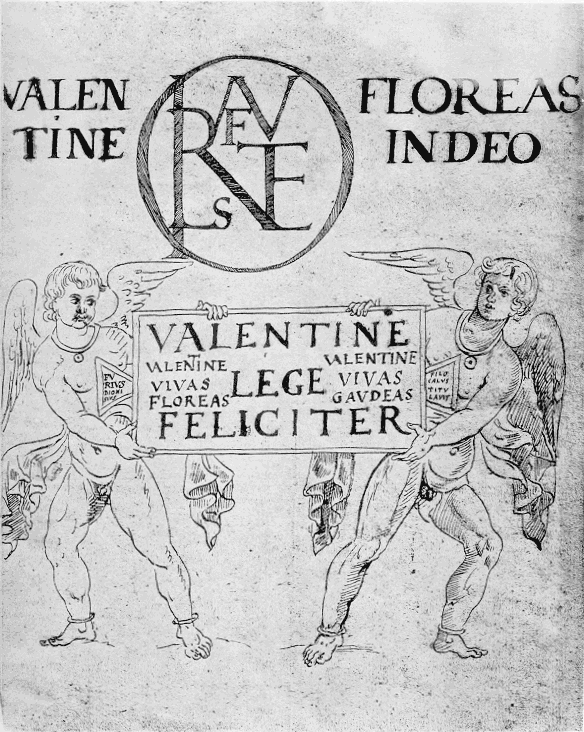
Dedicatoria del manuscrito.

permiten deducir más información: Valentino parece ser la persona que fue dux Illlyrici en 349 y consularis Piceni en 365. Filócalo al parecer fue no solo el ilustrador de la obra sino también su redactor o compilador.